# لارن برنز
لارن برنز (انگلیسی: Lauren Burns؛ زادهٔ ۸ ژوئن ۱۹۷۴) تکواندوکار اهل استرالیا بود.